# Appel de Christchurch

Logo de l'Appel de Christchurch

L'Appel de Christchurch contre l'utilisation d'Internet comme arme de propagande terroriste (ou Appel de Christchurch) est un engagement pris par des gouvernements et des entreprises à Paris le 15 mai 2019. Deux mois après les attentats de Christchurch, l'appel a été lancé autour du Président de la République française, Emmanuel Macron, et de la Première ministre de la Nouvelle-Zélande, Jacinda Ardern.

## Historique
Le 15 mars 2019, Brenton Tarrant commet une série d'attaques terroristes contre deux mosquées de la ville de Christchurch, en Nouvelle-Zélande. Le bilan est de 51 morts et 49 blessés. Il s'agit de la tuerie la plus meurtrière commise spécifiquement contre des musulmans dans un pays occidental et l'attentat d'extrême droite ayant causé le plus de victimes depuis les attentats d'Oslo et d'Utøya en 2011 (77 morts). C'est le massacre le plus meurtrier survenu en temps de paix en Nouvelle-Zélande depuis celui du Boyd en 1809 (66 à 70 morts).
Brenton Tarrant publie juste avant la tuerie son manifeste de 78 pages relayant les thèses islamophobes et conspirationnistes connues dans les milieux extrémistes. Il a pour titre The Great Replacement, faisant explicitement référence à la théorie du même nom popularisée par Renaud Camus. Avant de passer à l'acte, il diffuse sur Twitter des photos de préparation de la fusillade. Lors de l'attaque, le tueur, équipé d'une caméra, diffuse en ligne une vidéo. Le visionnage de cette vidéo sur plusieurs sites crée la polémique, aboutissant finalement à la fermeture de plusieurs sous-forums du site Reddit. Facebook a mis 17 minutes avant d'interrompre la retransmission.
Afin d'améliorer la lutte contre les contenus terroristes en ligne, le Président de la République française, Emmanuel Macron, et la Première ministre de la Nouvelle-Zélande, Jacinda Ardern lancent, à Paris, « l'Appel de Christchurch » le 15 mai 2019, deux mois après la diffusion en direct, sur Facebook, de l'attaque contre des mosquées en Nouvelle-Zélande. L'Appel fut initialement soutenu par 17 Etats, la Commission Européenne et les grandes plateformes de l'Internet (Amazon, Dailymotion, Facebook, Google, Microsoft, Qwant, Twitter, YouTube). L'Appel a été conçu comme une série d’engagements des États, des entreprises et de la société civile afin de lutter de façon plus efficace et coordonnée contre les contenus terroristes et extrémistes violents en ligne tout en respectant les valeurs fondatrices de l’Internet que sont la transparence, l’ouverture et la préservation des droits fondamentaux. Le entreprises s'engagent ainsi à prévenir le téléchargement et la diffusion de contenus terroristes, ainsi qu'à leur retrait immédiat et permanent. Les États-Unis ne ratifient pas le texte. La Maison Blanche déclare à cette occasion : « Bien que les États-Unis ne soient pas actuellement dans une position de se joindre à l'adhésion, nous continuons de soutenir les objectifs généraux représentés ».
La France et la Nouvelle-Zélande ont soutenu la creation du Christchurch Call advisory Network, réseau consultatif de 44 représentants de la société civile internationale, qui comprend des organisations non gouvernementales, des universitaires, des centres de recherche et d'autres organismes, dont les activités se concentrent sur la protection des droits de l'homme (notamment la liberté d'expression et les droits numériques), la lutte contre la radicalisation, l'aide aux victimes et les politiques publiques.

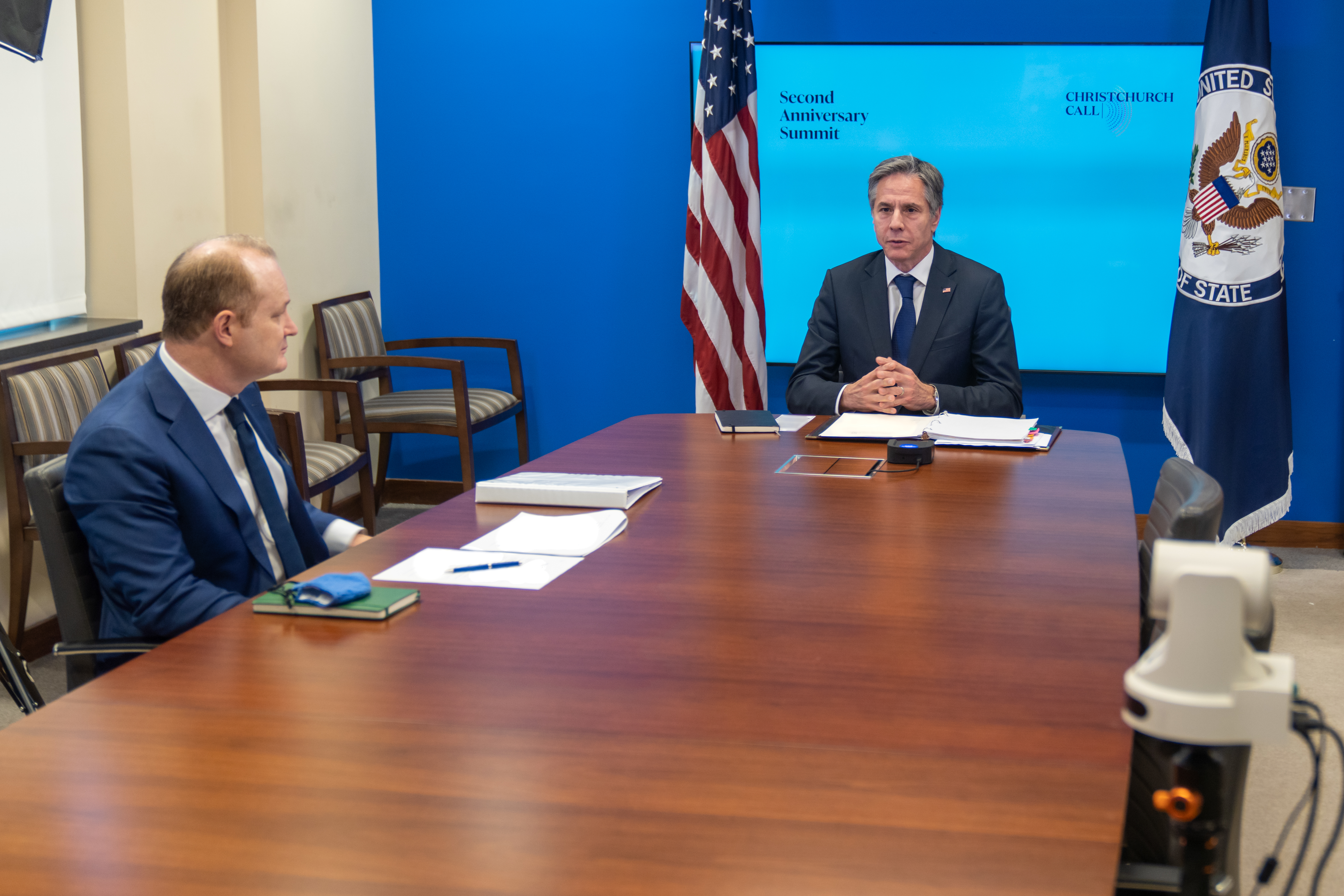
Le secrétaire d'État des États-Unis Antony Blinken participe à la réunion du 14 mai 2021.

Le 23 septembre 2019, l'initiative est soutenue, lors de l'AGNU74, par 48 pays, Commission européenne, deux organisations internationales (UNESCO et Conseil de l'Europe) et 10 entreprises de l’Internet.
Le 14 mai 2021, le Président de la République française, Emmanuel Macron, et la Première ministre de la Nouvelle-Zélande, Jacinda Ardern, ont convié l'ensemble des soutiens de l'Appel pour un Sommet à l'occassion du deuxième anniversaire de l'Appel. Il a été annoncé, à cette occasion, le soutien de 7 nouveaux Etats, dont  les États-Unis. L'administration américaine a spécifié qu'« en se joignant à l'appel de Christchurch, les États-Unis ne prendront pas de mesures qui violeraient les libertés d'expression et d'association protégées par le premier amendement de la Constitution américaine, ni ne violeront les attentes raisonnables en matière de vie privée ».
Deux pays majeurs de l'économie du numérique (Russie et Chine) ne font pas partie des signataires ainsi que les messageries instantanées (Signal, Telegram) et des acteurs plus petits. L’Élysée souligne : « l’un des axes de travail, c’est augmenter le nombre de participants à l'Appel et réussir à se rapprocher de ces petites et moyennes plateformes pour qu’elles puissent elles aussi prévenir le téléchargement et la diffusion de ces contenus ».
L'Appel a permis de réformer le Forum mondial d'internet contre le terrorisme (Global Internet Forum to Counter Terrorism, GIFCT) et de mettre en place des protocoles de crise. Ces protocoles ont été utilisés à deux reprises :  lors de la diffusion sur Twitch de l'attentat de Yom Kippour à Halle-sur-Saale en octobre 2019, puis lors de la fusillade de Glendale en mai 2020.

## Carte des pays signataires
Pour des raisons techniques, il est temporairement impossible d'afficher le graphique qui aurait dû être présenté ici.

## Liste des signataires

### Pays
| Date              | Signataire            |
| ----------------- | --------------------- |
| Fondateur         | France                |
| Fondateur         | Nouvelle-Zélande      |
| 15 mai 2019       | Allemagne             |
| 15 mai 2019       | Australie             |
| 15 mai 2019       | Canada                |
| 15 mai 2019       | Commission européenne |
| 15 mai 2019       | Espagne               |
| 15 mai 2019       | Inde                  |
| 15 mai 2019       | Indonésie             |
| 15 mai 2019       | Irlande               |
| 15 mai 2019       | Italie                |
| 15 mai 2019       | Japon                 |
| 15 mai 2019       | Jordanie              |
| 15 mai 2019       | Norvège               |
| 15 mai 2019       | Pays-Bas              |
| 15 mai 2019       | Royaume-Uni           |
| 15 mai 2019       | Sénégal               |
| 15 mai 2019       | Suède                 |
| 23 septembre 2019 | Argentine             |
| 23 septembre 2019 | Autriche              |
| 23 septembre 2019 | Belgique              |
| 23 septembre 2019 | Bulgarie              |
| 23 septembre 2019 | Chili                 |
| 23 septembre 2019 | Chypre                |
| 23 septembre 2019 | Colombie              |
| 23 septembre 2019 | Corée du Sud          |
| 23 septembre 2019 | Costa Rica            |
| 23 septembre 2019 | Côte d'Ivoire         |
| 23 septembre 2019 | Danemark              |
| 23 septembre 2019 | Finlande              |
| 23 septembre 2019 | Géorgie               |
| 23 septembre 2019 | Ghana                 |
| 23 septembre 2019 | Grèce                 |
| 23 septembre 2019 | Hongrie               |
| 23 septembre 2019 | Islande               |
| 23 septembre 2019 | Kenya                 |
| 23 septembre 2019 | Lettonie              |
| 23 septembre 2019 | Lituanie              |
| 23 septembre 2019 | Luxembourg            |
| 23 septembre 2019 | Maldives              |
| 23 septembre 2019 | Malte                 |
| 23 septembre 2019 | Mexique               |
| 23 septembre 2019 | Mongolie              |
| 23 septembre 2019 | Pologne               |
| 23 septembre 2019 | Portugal              |
| 23 septembre 2019 | Roumanie              |
| 23 septembre 2019 | Slovénie              |
| 23 septembre 2019 | Sri Lanka             |
| 23 septembre 2019 | Suisse                |
| 23 septembre 2019 | UNESCO                |
| 23 septembre 2019 | Conseil de l'Europe   |
| Mai 2021          | Croatie               |
| Mai 2021          | États-Unis            |
| Mai 2021          | Estonie               |
| Mai 2021          | Pérou                 |
| Mai 2021          | République Tchèque    |
| Mai 2021          | Slovaquie             |
| Mai 2021          | Tunisie               |

### Fournisseur de services en ligne
| Date           | Signataire    |
| -------------- | ------------- |
| 15 mai 2019    | Amazon        |
| 15 mai 2019    | Dailymotion   |
| 15 mai 2019    | Facebook      |
| 15 mai 2019    | Google        |
| 15 mai 2019    | Microsoft     |
| 15 mai 2019    | Qwant         |
| 15 mai 2019    | Twitter       |
| 15 mai 2019    | YouTube       |
| 2020           | LINE          |
| 2020           | Jeuxvideo.com |
| juin 2022      | Roblox        |
| juin 2022      | Zoom          |
| septembre 2022 | Clubhouse     |
| septembre 2022 | MEGA          |